# Concert
:Pentru genul cult, vedeți Concert (compoziție muzicală).

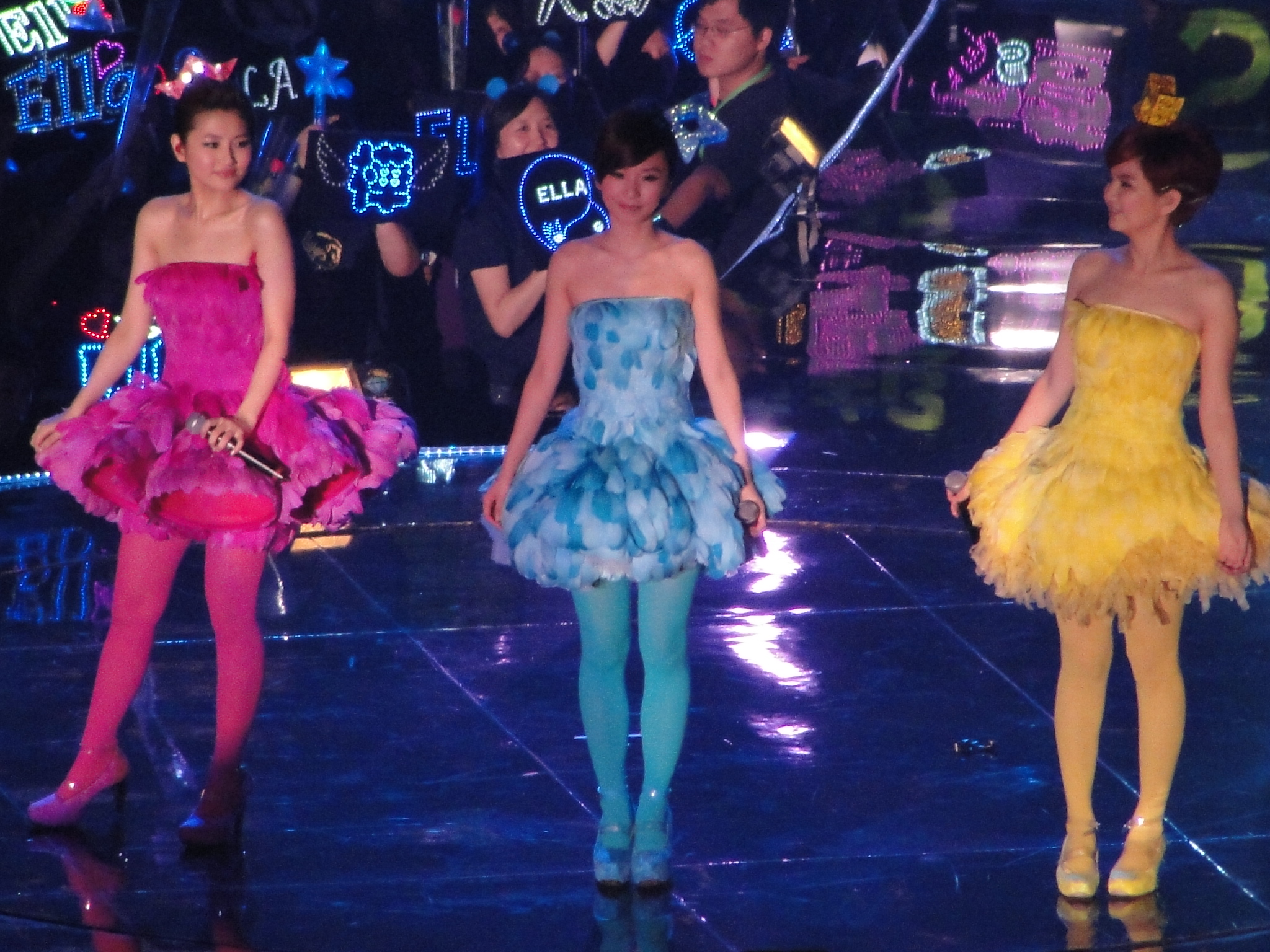
Concert

Un concert este prezentarea în fața publicului a unei lucrări muzicale sau a unui repertoriu format din mai multe lucrări, făcută de către interpreți (cântăreți și instrumentiști). Cadrul unui concert este delimitat de regulă prin alegerea unui spațiu izolat sau prin simpla asistare a publicului la interpretarea muzicii, desfășurată chiar și în cele mai neconvenționale locuri.
Sala de concert, spațiu destinat unor astfel de spectacole, și-a început cariera propriu-zisă abia în Europa secolului XIX, moment care a determinat și apariția unei etichete de respectat de către spectatori în timpul desfășurării programului muzical. În afara acestui caz izolat și al altor câteva excepții, muzica a fost interpretată dintotdeauna și în toate culturile în spații improvizate sau destinate altor scopuri (religie, ritualuri sociale, divertisment ș.a.), adesea lămuritoare pentru însăși prezența spectacolului muzical. Răsunetul tot mai mare al muzicii de consum, devenit în intervalul aproximativ 1850–1950 o alternativă viabilă la muzica cultă, a adus în atenția publicului spații de relaxare sau utilitare precum cârciuma, restaurantul, bordelul, parcul, arena, stadionul, piața.
O altă schimbare majoră petrecută în viața muzicală s-a produs în primele decenii ale secolului XX, când mijloacele de captare și reproducere a sunetului (concretizate prin răspândirea aparatului de radio și a gramofonului) au creat un rival important pentru concert. Astfel a apărut distincția dintre muzica înregistrată și cea interpretată în concert (engl. live), care a permis noi modalități în toate aspectele muzicii, de la posibilitățile creative până la promovarea interpreților.